# Этимология ойконима «Париж»

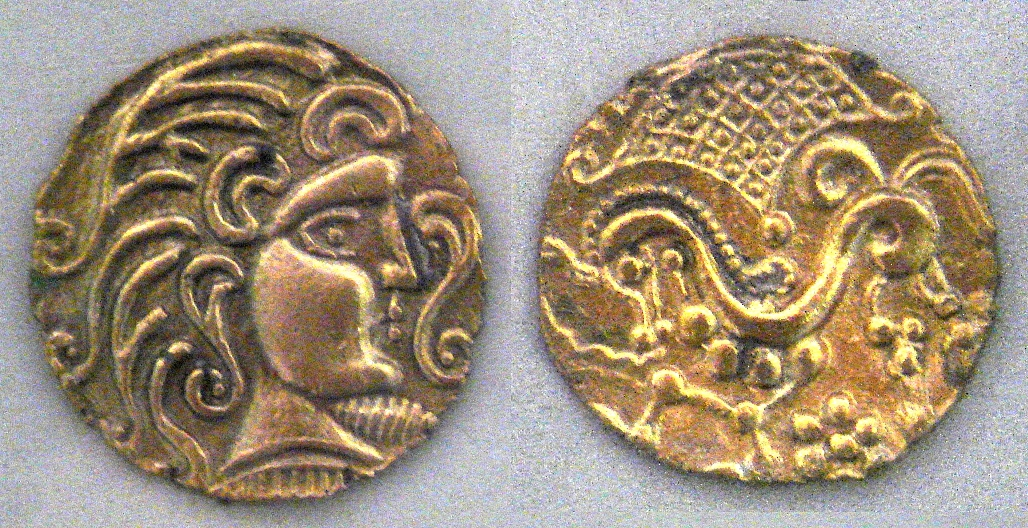
Золотые монеты паризиев, I век до н. э.
Национальная библиотека Франции

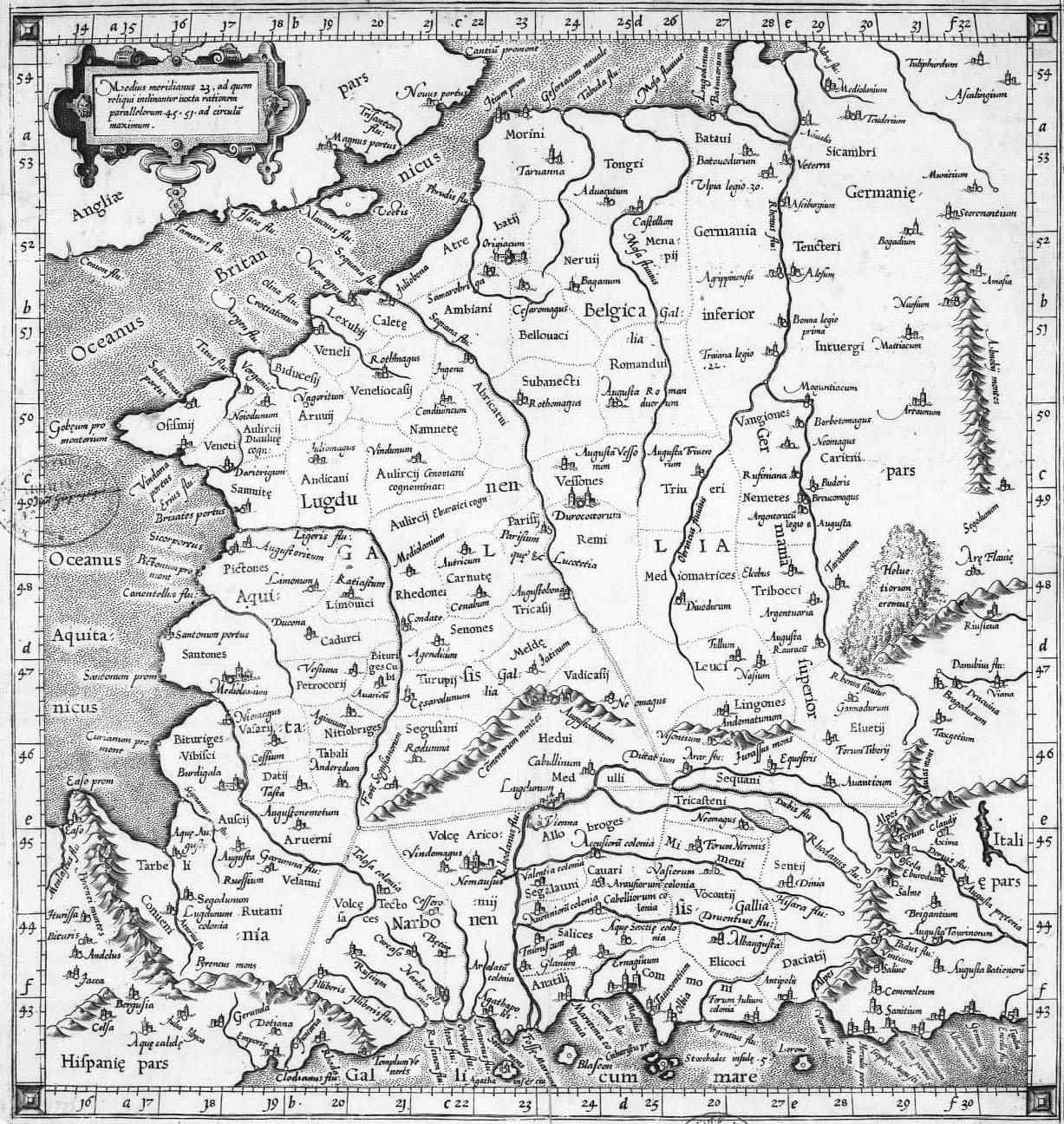
Карта Галлии во времена Птоломея, на которой можно прочитать название Лютеция

Существует несколько версий происхождения топонима «Париж», наиболее популярные из которых получили названия «галльской» и «римской».
Согласно «галльской» версии, название «Париж» произошло от латинского Civitas Parisiorium — «город паризиев». В III веке до н. э. кельтское племя паризиев основало на месте современного острова Сите поселение, получившее название «Лютеция» — от латинского lutum — «грязь, ил», связано также с кельтским louk-teih, louk-tier — «топкие места». Впервые оно упоминается в сочинении Юлия Цезаря «Записки о Галльской войне», датируемым примерно 53 годом до н. э.. После превращения Галлии в римскую провинцию (16 год до н. э.) Лютеция стала значительным торговым центром, а с III века н. э. стала называться «Паризии».
«Римская» же версия, которую не без оснований считают слишком надуманной, относит происхождение названия города к имени героя мифа о троянской войне — Париса, сына троянского царя Приама, похитившего прекрасную Елену у спартанского царя Менелая. По версии Вергилия, спасшиеся троянцы во главе с Энеем приплыли на Апеннинский полуостров, где и основали Рим. Вопрос о том, каким образом родственники Париса оказались на территории Франции и основали город его имени, ставший впоследствии Парижем, остаётся открытым.
На протяжении столетий Париж неоднократно получал различные прозвища и клички. Так, во время Первой мировой войны Париж получил прозвище «Панама», намекавшее на Панамский скандал, который энциклопедия Ларусса называла самым громким финансовым скандалом за всю историю Третьей республики. Жан-Поль Колен в своём Dictionnaire de l’argot дал такую интерпретацию этого прозвища: «Без сомнения, ville panama, то есть „ненормальный город“», прилагательное panama в том же словаре означает на сленге «ненормальный, запутанный». На верлане Париж именовался «Рипа» (фр. Ripa), в XV веке поэт Франсуа Вийон именовал столицу Франции Parouart, а в начале XIX века шеф Главного управления национальной безопасности Эжен Видок называл её Pampeluche. Кроме того, в ходу были и такие прозвища Парижа, как просто «столица» и «большой город».

## Другие прозвища Парижа
- «Город света» (фр. La Ville Lumière[8])
- «Город ста деревень» (фр. La ville aux cent villages[9])
- «Город любви» (фр. La cité de l’amour[10])
- «Красивейший город мира» (фр. La plus belle ville du monde[11])
- «Столица моды» (фр. La capitale de la mode), «европейская столица моды» (фр. la capitale européenne de la mode), «мировая столица моды» (фр. la capitale mondiale de la mode[12])
- «Столица творчества» (фр. La capitale de la création[13])
- «Гастрономическая столица» (фр. La capitale de la gastronomie[14][15])
- «Столица искусства жизни» (фр. La capitale de l'art de vivre[16]).